# Czas (dziennik)
Czas – dziennik informacyjno-polityczny wydawany w latach 1848–1934 w Krakowie, a w latach 1935–1939 w Warszawie (po połączeniu z „Dniem Polskim”).
Pierwszy numer ukazał się 3 listopada 1848 roku. Pismo zostało założone z inicjatywy konserwatystów, znanych jako „grono krakowskie”. Należeli do niego Adam Józef Potocki, Antoni Zygmunt Helcel i Paweł Popiel, który został pierwszym redaktorem naczelnym. W latach 70. XIX wieku wpływy w dzienniku uzyskała nowa grupa młodych konserwatystów, znanych jako „stańczycy”. W 1877 przedstawiciel tego środowiska, Stanisław Koźmian, wszedł do redakcji i stał się faktycznym twórcą linii politycznej pisma. 
„Czas” był naczelnym organem konserwatystów krakowskich aż do 1934 r., gdy został przeniesiony do Warszawy z przyczyn finansowych i politycznych. Pismo zachowywało jednak znaczącą autonomię i nierzadko podlegało krytyce ze strony konserwatywnych polityków. Spektakularne było rozejście się dróg publicystów „Czasu” i stronnictwa krakowskiego w latach 60. XIX w. Konserwatywni politycy powrócili wówczas do hasła daleko idącej autonomii Galicji, mającej być wstępem do przyszłej niepodległości Państwa Polskiego, dziennik natomiast zajął stanowisko lojalistyczne. Efektem było założenie nowego dziennika o nazwie „Głos”.
Redaktorami naczelnymi „Czasu” byli: Paweł Popiel (1848–1849), Lucjan Siemieński (1849–1852), Konstanty Sobolewski (1852–1854), Antoni Kłobukowski (1854–1859), Ksawery Masłowski (1859–1867), Antoni Kłobukowski (1867–1892), Michał Chyliński (1892–1899), Antoni Beaupré (1899–1901), Rudolf Starzewski (1901–1920), Antoni Beaupré (1920–1937). Ostatnim był Jan Moszyński (1937–1939).
Wokół pisma skupiali się przedstawiciele krakowskiej szkoły historycznej, wśród których szczególne miejsce zajmował Józef Szujski, drukujący na łamach „Czasu” szkice i eseje. Od 1869 do 1884 z dziennikiem współpracował Leon Cyfrowicz. Współpracował z nim Lucjan Siemieński, w latach 1856–1869 prowadził w piśmie dodatek literacki. W dzienniku ukazał się w odcinkach, w latach 1884–1886 pierwodruk powieści Potop Sienkiewicza.